# Pětr Młónk

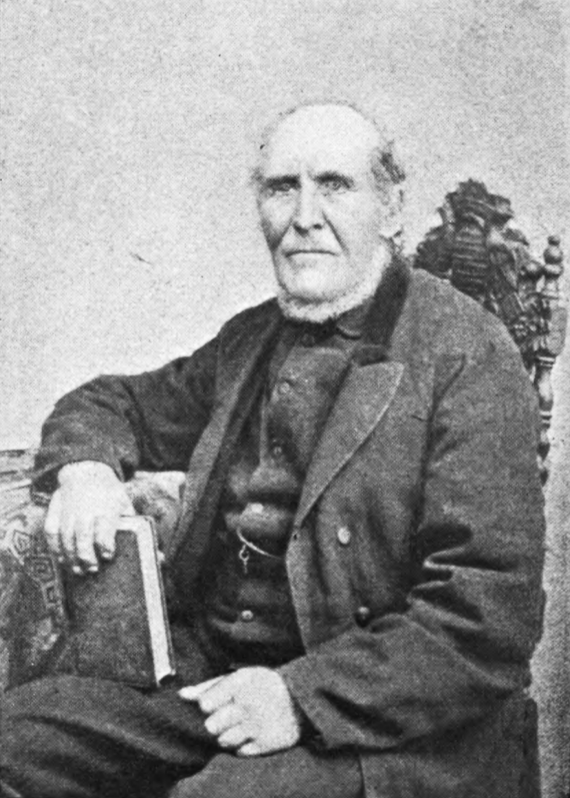
Pětr Młónk

Pětr Młónk (auch Młóńk, Młynk) (* 19. März 1805 in Seitschen (sorbisch Žičeń); † 6. Februar 1887 in Kleinförstchen (Mała Boršć)) war ein sorbischer Volksdichter.

## Leben
Er wurde als Sohn eines Fronbauern und Zimmermanns geboren. Viel Zeit blieb ihm nicht für die Schulausbildung in Göda, denn er musste frühzeitig bei Bauern als Knecht dienen. 1821 kaufte ihm der Vater ein kleines Anwesen in Siebitz bei Göda und verheiratete ihn im Jahre 1822, um ihm den Dienst in der sächsischen Armee zu ersparen.
Nach einer Gesetzesänderung mussten allerdings auch Verheiratete zur Armee. Pětr Młónk diente 1825–1833 in Dresden, wo er während der Nachtwachen zu dichten begann. Nach dem Armeedienst arbeitete er wieder als Knecht auf verschiedenen Bauernhöfen.
1844–1847 wirkte er beim Bau der Eisenbahnstrecke Dresden–Görlitz mit, die auch die Gemarkungen einiger sorbischer Dörfer der Gödaer Gemeinde berührte. Als es zu Auseinandersetzungen kam, weil ein Vorgesetzter forderte, dass die beim Bau eingesetzten sorbischen Arbeiter deutsch sprechen sollten, setzte sich Młónk erfolgreich für die Rechte der sorbischen Sprache ein. Die deutschen Arbeiter, die allesamt aus anderen Gegenden stammten, waren bei sorbischen Familien aus der Umgebung einquartiert. Młónk argumentierte: „Wenn wir hier nicht wendisch reden dürfen, haben Sie ab sofort hier auch keine Bleibe mehr.“
Im Revolutionsjahr 1848 unterstützte Młónk (auch in seinen Gedichten) die Petition der Maćica Serbska und war im öffentlichen Leben aktiv. Er wurde Dorfrichter in Siebitz und arbeitete eng mit dem Gödaer Gemeindepfarrer Jaroměr Hendrich Imiš zusammen. Am 19. April 1876 wurde er zum Ehrenmitglied der Maćica Serbska gewählt.

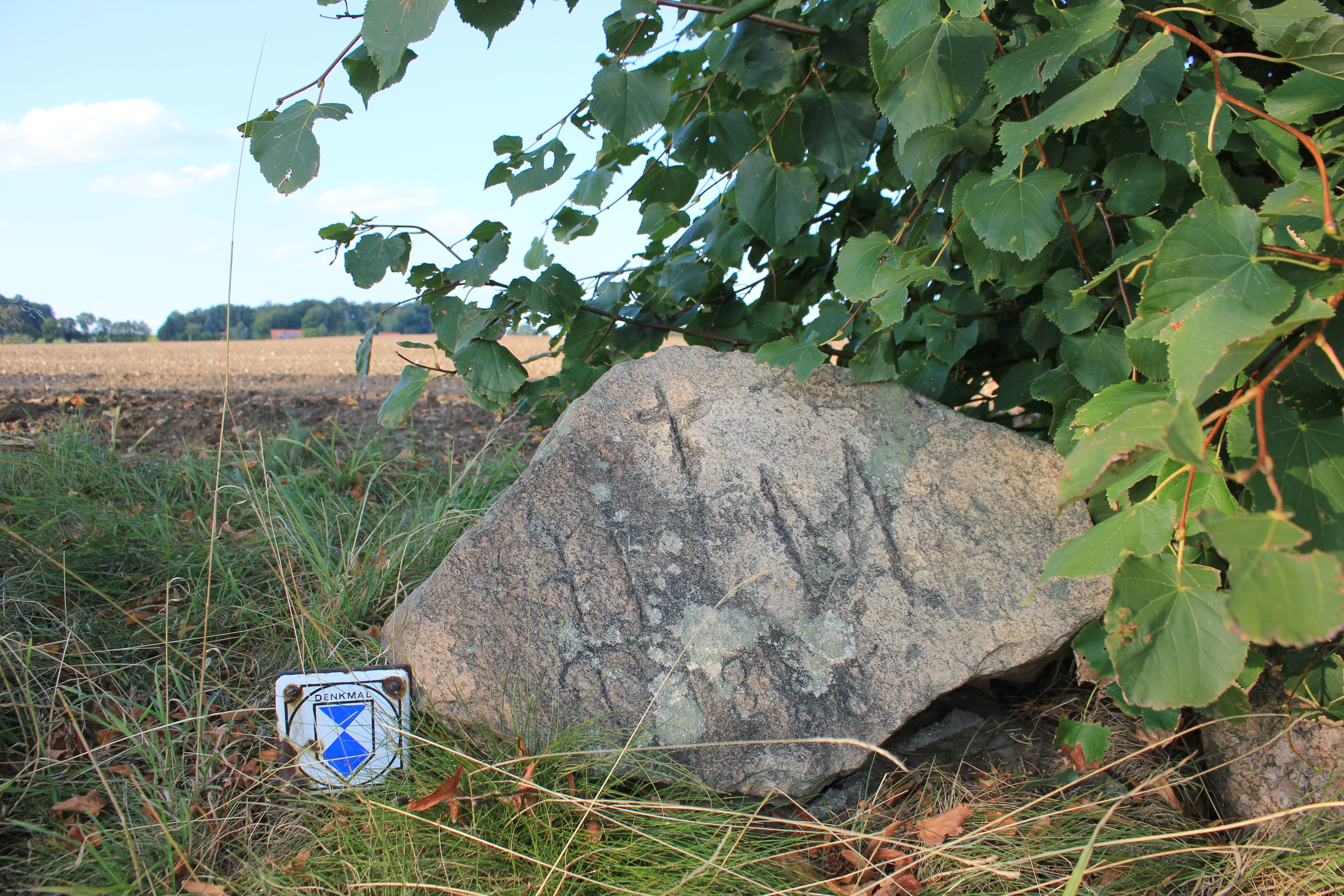
Gedenkstein zwischen Preske und Kleinförstchen

Młónk erwarb sich große Anerkennung als Volksdichter. Es darf sogar behauptet werden, dass er eine ganze Schule von Volksdichtern beeinflusst hat. Autoren wie Hańža Budarjowa, Handrij Falka, Jan Hajnca, Gusta Hatas und Jan Kruža nahmen seine Einflüsse auf. Młónk schrieb Hunderte von Gelegenheits-, religiösen und politischen Gedichten, die vor allem von der sorbischen Zeitung Serbske Nowiny veröffentlicht wurden.
Bis ins hohe Alter war Młónk Vorbeter bei Beerdigungsprozessionen.
Am 6. Februar 1887 verstarb Młónk bei einer Prozession plötzlich in der Nähe von Kleinförstchen. Am 9. Februar wurde er auf dem Friedhof von Göda beigesetzt. An seiner Beerdigung nahmen Hunderte Sorben aus der ganzen Oberlausitz teil. An der Stelle seines Todes erinnert ein schlichter Gedenkstein an Młónk; auf dem Gödaer Friedhof ein Grabdenkmal jüngeren Datums.